# Jeanne Tripplehorn
Jeanne Marie Tripplehorn, inizialmente nota con lo pseudonimo Jeanne Summers (Tulsa, 10 giugno 1963) è un'attrice, conduttrice televisiva e conduttrice radiofonica statunitense.

## Biografia
Jeanne Marie Tripplehorn è nata a Tulsa, in Oklahoma. Sua madre, Suzanne Ferguson, era metà pellerossa della tribù Apache e suo padre, Tom Tripplehorn (noto come "Tommy Tripplehorn"), era un chitarrista dei Gary Lewis & the Playboys. Ha una sorella, Kelly e un fratello, Daniel. I suoi genitori divorziarono quando lei aveva due anni. Dopo essersi diplomata alla High School, con il nome d'arte Jeanne Summers inizia a lavorare come speaker radiofonica e presentatrice in alcune radio ed emittenti locali di Tulsa. Dopo aver studiato recitazione alla Juilliard School ottiene il primo ruolo importante nel 1992 in Basic Instinct con Sharon Stone, mentre in seguito lavora in La notte che non c'incontrammo e Il socio con Tom Cruise.
Ottiene una piccola parte in Giovani, carini e disoccupati diretto da Ben Stiller, con il quale, negli anni seguenti, avrà una relazione sentimentale. Nel 1995 è al fianco di Kevin Costner in Waterworld, dove (girata di schiena) concede un nudo integrale, successivamente recita in Sliding Doors con Gwyneth Paltrow e Mickey occhi blu con Hugh Grant. Nel 2002 partecipa al flop Travolti dal destino, dopo aver partecipato ad un episodio di Frasier, lavora al fianco di Bill Paxton nella serie tv Big Love. Nel 2012 ottiene una parte in Criminal Minds.

## Vita privata
Dal 2000 è sposata con l'attore Leland Orser, conosciuto sul set di Cose molto cattive. I due hanno un figlio, August, nato nel 2002.

## Filmografia

### Cinema
- Basic Instinct, regia di Paul Verhoeven (1992)
- Il socio (The Firm), regia di Sydney Pollack (1993)
- La notte che non c'incontrammo (The Night We Never Met), regia di Warren Leight (1993)
- Giovani, carini e disoccupati (Reality Bites), regia di Ben Stiller (1994)
- Waterworld, regia di Kevin Reynolds (1995)
- Solo se il destino ('Til There Was You), regia di Scott Winant (1997)
- Office Killer - L'impiegata modello (Office Killer), regia di Cindy Sherman (1997)
- Snitch, regia di Ted Demme (1998)
- Sliding Doors, regia di Peter Howitt (1998)
- Cose molto cattive (Very Bad Things), regia di Peter Berg (1998)
- Mickey occhi blu (Mickey Blue Eyes), regia di Kelly Makin (1999)
- Steal This Movie, regia di Robert Greenwald (2000)
- Timecode, regia di Mike Figgis (2000)
- Paranoid, regia di John Duigan (2000)
- La fidanzata ideale (Relative Values), regia di Eric Styles (2000)
- Un killer per Lucinda (Brother's Keeper), regia di John Badham (2002)
- Travolti dal destino (Swept Away), regia di Guy Ritchie (2002)
- La banda del porno - Dilettanti allo sbaraglio! (The Amateurs), regia di Michael Traeger (2005)
- The Trap, regia di Rita Wilson (2007)
- Winged Creatures - Il giorno del destino (Winged Creatures), regia di Rowan Woods (2009)
- Ricomincio da zero (Crazy on the Outside), regia di Tim Allen (2010)
- Morning, regia di Leland Orser (2010)
- Gloria Bell, regia di Sebastián Lelio (2018)
- Ana, regia di Charles McDougall (2020)

### Televisione
- Il tributo più bello (The Perfect Tribute), regia di Jack Bender – film TV (1991)
- Old Man – film TV (1997)
- Word of Honor – film TV (2003)
- Frasier – serie TV (2003)
- Big Love – serie TV, 53 episodi (2006-2011)
- Grey Gardens - Dive per sempre (Grey Gardens), regia di Michael Sucsy – film TV (2009)
- New Girl – serie TV, episodi 1x21 e 1x22 (2012)
- Criminal Minds – serie TV, 48 episodi (2012-2014)
- Mrs. America – miniserie TV (2020)
- The Gilded Age – serie TV, 6 episodi (2022)
- The Terminal List – serie TV, 8 episodi (2022)

## Doppiatrici italiane
Nelle versioni in italiano delle opere in cui ha recitato, Jeanne Tripplehorn è stata doppiata da:
- Alessandra Korompay in Solo se il destino, La fidanzata ideale, In nome dell'onore, Criminal Minds, Gloria Bell, The Terminal List
- Cristina Boraschi ne Il socio, Waterworld, Cose molto cattive, New Girl
- Cristiana Lionello in Sliding Doors
- Laura Boccanera in Basic Instinct[1]
- Anna Cesareni in Mickey occhi blu
- Monica Gravina in Old Man
- Emanuela Baroni in Winged Creatures - Il giorno del destino
- Cristina Piras in Frasier
- Antonella Rinaldi in Paranoid
- Stefanella Marrama in Travolti dal destino
- Laura Romano in Ricomincio da zero
- Cinzia De Carolis in Big Love
- Maddalena Vadacca in La banda del porno - Dilettanti allo sbaraglio
- Ilaria Latini in The Gilded Age

## Premi e riconoscimenti
- 1992 – Nomination al Razzie Award alla peggior attrice non protagonista per Basic Instinct
- 2006 – Nomination al Satellite Award per la miglior attrice in una serie drammatica per Big Love
- 2007 – Nomination al Satellite Award per la miglior attrice in una serie drammatica per Big Love
- 2009 - Nomination agli Emmy Awards per la miglior attrice non protagonista per Grey Gardens - Dive per sempre